# Irina Wladimirowna Kalinina
Irina Wladimirowna Kalinina (russisch Ирина Владимировна Калинина; * 8. Februar 1959 in Pensa) ist eine ehemalige sowjetische Wasserspringerin. Sie nahm an zwei Olympischen Spielen teil und gewann dabei eine Goldmedaille. Sie war eine der herausragenden Springerinnen der 1970er-Jahre.

## Karriere
Irina Kalinina gewann bei den Schwimmweltmeisterschaften 1973, Schwimmweltmeisterschaften 1975 und den Schwimmweltmeisterschaften 1978 insgesamt fünf Weltmeistertitel. Bei den Olympischen Sommerspielen 1976 in Montreal erlebte sie jedoch eine Enttäuschung. Im Alter von 17 Jahren erreichte sie dort vom Drei-Meter-Brett nur Platz sieben. Vom Zehn-Meter-Turm verpasste sie mit Platz vier hinter Jelena Waizechowskaja, Ulrika Knape und Deborah Wilson ebenfalls eine Medaille, obwohl sie die Sprünge mit den höchsten Schwierigkeitsgraden gewählt hatte. 1979 zog Kalinina nach Moskau, um dort Sport zu studieren. Ihr Trainer, Boris Klintschenko, begleitete sie. Bei den Olympischen Sommerspielen 1980 in Moskau gewann sie vom Drei-Meter-Brett die Goldmedaille vor Martina Proeber und Karin Guthke, die beide aus der Deutschen Demokratischen Republik stammten. 1981 beendete Irina Kalinina ihre sportliche Karriere mit Bronze vom Brett bei den Schwimmeuropameisterschaften.